# French Chang-Him
French Kitchener Chang-Him (10 maggio 1938 – 26 maggio 2023) è stato un vescovo anglicano seychellese.

## Biografia
Nato nelle Seychelles da padre di origine cinese e madre seychellese, Chang-Him studiò alla St Paul's Boy's School e poi al Seychelles College. Nel 1958 divenne insegnante di scuola primaria alla St Paul's Boy's School, ma sentì la vocazione religiosa e l'anno successivo si recò nel Regno Unito a Lichfield per cominciare la preparazione al sacerdozio. Dopo tre anni di studio al Lichfield Theological College, nel 1962 fu ordinato diacono. Dopo un anno di servizio pastorale a Goole tornò nelle Seychelles, dove fu ordinato prete nel giugno del 1963, diventando il primo prete anglicano seychellese. Fino al 1966 prestò servizio come rettore a Praslin, poi andò a Canterbury per effettuare ulteriori studi al St Augustine's College. Tornato a Praslin vi rimase fino al 1974, quando si recò a Toronto per perfezionare i suoi studi al Trinity College. Tornato in patria dopo un anno si sposò con Suzanne Talma, da cui ebbe due figli. Nel 1979 fu consacrato vescovo, diventando il primo vescovo anglicano seychellese. Nel 1984 fu nominato arcivescovo della Provincia dell'Oceano Indiano, comprendente anche Mauritius e Madagascar.   Chang-Him si è ritirato dal ministero episcopale nel 2005, ma è rimasto in attività nell'ambito della Chiesa anglicana seychellese (in cui conduce gruppi di studio biblico e gruppi di preghiera) e di varie organizzazioni di carattere sociale e caritativo. Avendo perso la moglie per un tumore, si è impegnato in un’associazione per la lotta contro il cancro, la Cancer Concern Association Seychelles, di cui è stato eletto presidente.